# GP3 Series

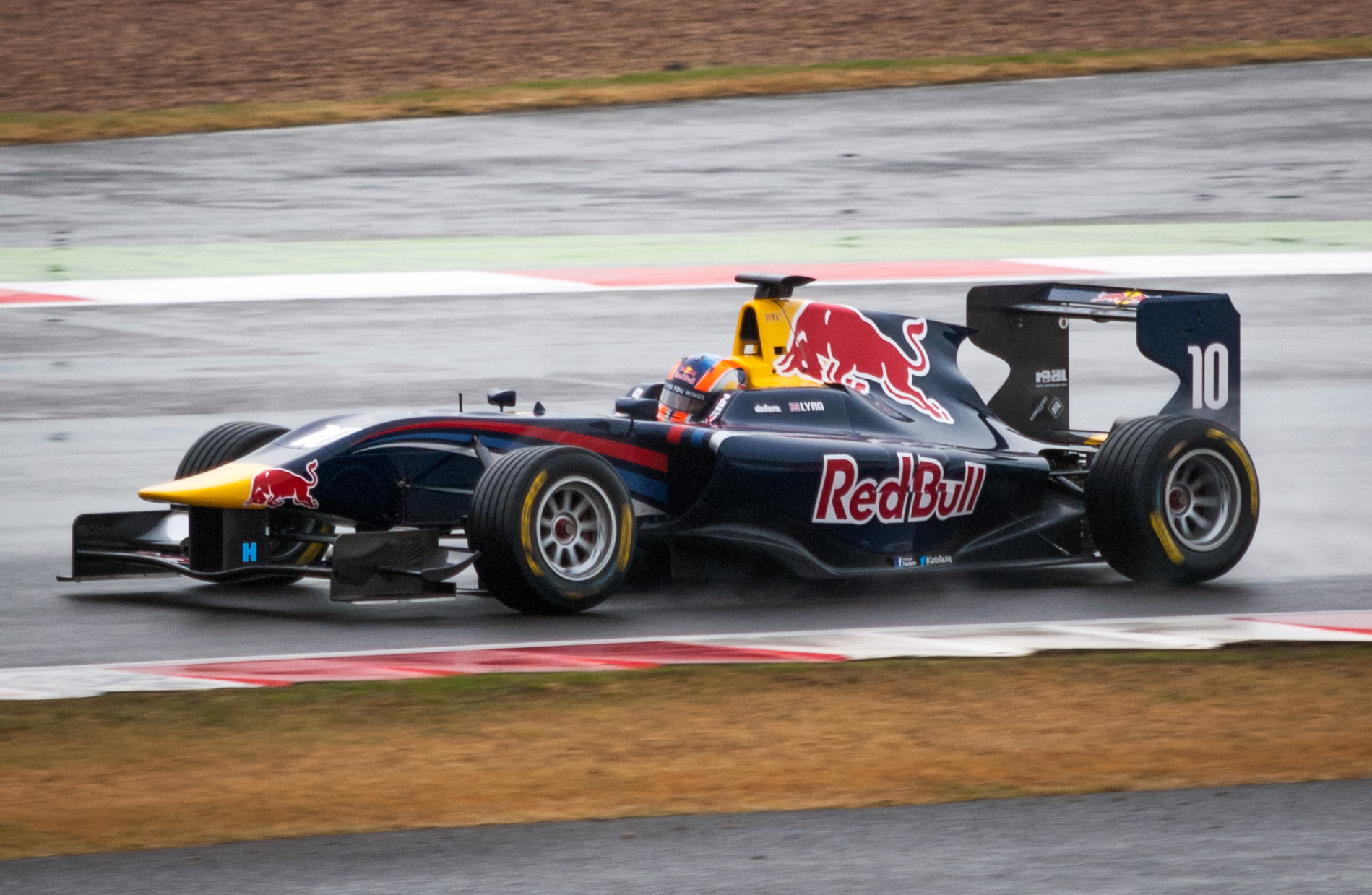
Alex Lynn sur le circuit de Silverstone en 2014.

Le Grand Prix 3 (abrégé en GP3) est une catégorie de voitures de type monoplace de compétition.
Le GP3 Series désigne un championnat de course automobile utilisant les voitures de cette catégorie.
Elle est l'anti-chambre du GP2 Series, qui est elle-même l'anti-chambre de la Formule 1. Le championnat fusionne en 2019 avec le Championnat d'Europe de Formule 3 pour donner le Championnat de Formule 3 FIA.
Sur les 9 champions de GP3, 6 ont piloté en Formule 1, 2 ont piloté en Formule E, le dernier étant Antoine Hubert, décédé en 2019 lors d'une course de Formule 2 à Spa-Francorchamps avant d'avoir pu prétendre a un baquet en catégorie reine.

## Voiture
Le GP3 conserve le principe de base du GP2, à savoir qu'il s'agit d'une discipline monotype, mais avec des moteurs moins puissants. Le coût d'une saison en GP3 est estimé à 600 000 euros.[réf. nécessaire]

### Données techniques
- Le châssis monocoque en fibre de carbone est conçu par Dallara (nouveau châssis introduit en 2016, jusqu'en 2019) ;
- Le moteur, un 6-cylindres de 3,4 L développant 400 ch à 8 000 tr/min, est conçu par Mecachrome ;
- Les pneus sont fournis par Pirelli ;
- La boîte de vitesses, semi-automatique à six rapports (commandes au volant par palettes), est fournie par Hewland ;
- Brembo fournit les freins, comme en Formule 2.

### Performances
- Vitesse maximum : 285 km/h
- 0 à 100 km/h : 3 secondes
- 0 à 200 km/h : 7,7 secondes

## Palmarès
| Saison | Championnat des pilotes | Championnat des pilotes      | Championnat des pilotes | Championnat par équipe |
| Saison | Pilote                  | Voiture                      | Écurie                  | Championnat par équipe |
| ------ | ----------------------- | ---------------------------- | ----------------------- | ---------------------- |
| 2010   | Esteban Gutiérrez       | Dallara GP3/10 Renault Sport | ART Grand Prix          | ART Grand Prix         |
| 2011   | Valtteri Bottas         | Dallara GP3/10 Renault Sport | Lotus ART               | Lotus ART              |
| 2012   | Mitch Evans             | Dallara GP3/10 Renault Sport | MW Arden                | Lotus Grand Prix       |
| 2013   | Daniil Kvyat            | Dallara GP3/13 AER           | MW Arden                | ART Grand Prix         |
| 2014   | Alex Lynn               | Dallara GP3/13 AER           | Carlin Motorsport       | Carlin Motorsport      |
| 2015   | Esteban Ocon            | Dallara GP3/13 AER           | ART Grand Prix          | ART Grand Prix         |
| 2016   | Charles Leclerc         | Dallara GP3/16               | ART Grand Prix          | ART Grand Prix         |
| 2017   | George Russell          | Dallara GP3/16               | ART Grand Prix          | ART Grand Prix         |
| 2018   | Anthoine Hubert         | Dallara GP3/16               | ART Grand Prix          | ART Grand Prix         |